# 瓦列里·贝科夫斯基
瓦列里·费奥多罗维奇·贝科夫斯基（俄語：Валерий Фёдорович Быковский，羅馬化：Valeriy Fyodorovich Bylovskiy，1934年8月2日—2019年3月27日），苏联宇航员。

## 早年
1934年8月2日出生，父亲是铁路工人，母亲是织布女工。有一个比他大三岁的姐姐。四岁时第二次世界大战爆发，一家人搬到了古比雪夫，不久后又搬到了铁路枢纽塞茲蘭。父亲在莫斯科找到了更好的工作，他们又搬了家。21岁毕业于克钦斯克军事航空学院，获得中尉军衔。

## 生涯
1960年进入朱可夫军事学院，接受专业宇航员培训。
1963年6月14日一人乘坐東方5號成功升空。两天后，女宇航员瓦莲京娜·捷列什科娃乘坐東方6號升空。1966年4月30日晋升为上校。后被确定为联盟2号任务的指令长。然而1967年4月联盟1号发射时出现事故，弗拉基米尔·科马洛夫壮烈牺牲。苏联当局取消了所有预定计划。
他的第二次太空任务是作为指令长，与弗拉基米尔·阿克肖诺夫共同执行。乘坐的是联盟22号飞船，它最开始是阿波罗-联盟测试计划的第二备用载具。飞船于1976年9月15日9时48分在拜科努尔航天发射场发射。1976年9月23日成功返回地面。
1978年8月26日，他与东德宇航员西格蒙德·雅恩一起乘坐联盟31号飞往禮炮6號空间站，期间和空间站的航天员一起进行了多项科学实验工作，于1978年9月3日乘联盟29号飞船返回地面。
生涯统计
| # | 发射载具 | 发射时间（UTC）       | 任务代号 | 着陆载具 | 着陆时间（UTC）       | 时长总计         | 舱外活动次数 | 舱外活动时长 |
| - | -------- | --------------------- | -------- | -------- | --------------------- | ---------------- | ------------ | ------------ |
| 1 | 東方5號  | 1963年6月14日11时58分 | 東方5號  | 東方5號  | 1963年6月19日11时06分 | 4天23小时7分钟   | 0            | 0            |
| 2 | 联盟22号 | 1976年9月15日9时48分  | 联盟22号 | 联盟22号 | 1976年9月23日5时24分  | 7天21小时52分钟  | 0            | 0            |
| 3 | 联盟31号 | 1978年8月26日14时51分 | 禮炮6號  | 联盟29号 | 1978年9月3日11时40分  | 7天20小时49分钟  | 0            | 0            |
|   |          |                       |          |          |                       | 20天17小时48分钟 | 0            | 0            |

## 退役
1988年宣布退役，之后致力于在社会主义国家推广国际宇航员计划计划。1988年到1990年在东柏林的苏联科学文化中心担任馆长。
2019年3月27日在莫斯科去世。告别仪式于3月29日中午12点在莫斯科郊外的星城宇航员之家举行。遗体被安葬在莫斯科州洛西諾-彼得羅夫斯基的一个村庄。

## 荣誉
苏联时代

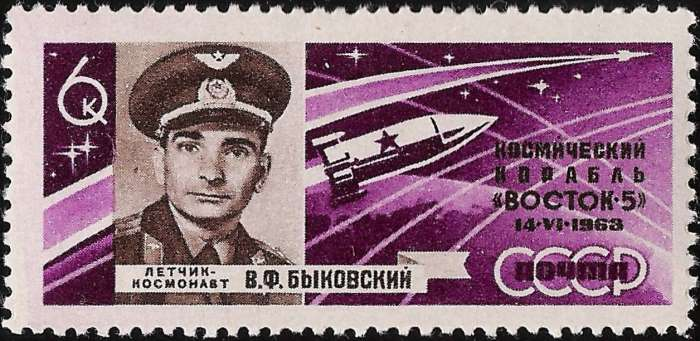
1963年邮票

- 蘇聯英雄荣誉称号及金星奖章（1963年6月22日，1976年9月28日）
- 苏联宇航员荣誉称号（1963年）
- 列寧勳章（1963年，1976年，1978年）
- 红星勋章（1961年）
- 劳动红旗勋章（1976年）
- 其他奖章

俄罗斯联邦
- 俄罗斯联邦友谊勋章（2011年4月12日）[12]

国外奖励
- 保加利亚社会主义劳动英雄（1963年）
- 格奥尔基·季米特洛夫勋章（保加利亚，1963年）
- 德意志民主共和国英雄（1978年）
- 卡尔·马克思勋章（东德，1976年，1978年）
- 越南社会主义共和国劳动英雄（1963年）
- 齐奥尔科夫斯基科学院金质奖章[11]